# سيتى سكيب مول
سيتي سكيب مول يقع في قلب مدينة السادس من أكتوبر في الحي الثاني عشر ما بين مسجد الحصري وكنيسة السادس من أكتوبر.

## التصاميم الداخلية
سيتى سكيب مول مصمم تمامًا من قبل شركة إيطالية كبرى وأفضل المهندسين المعماريين وفنانين من مجالات التصميم البياني مما جعله من أكثر إبداعية.

## مرافق التسوق
سيتي سكيب مول هو المكان الذي تستطيع من خلاله أفضل الأسماء التجارية الدولية وذلك لخدمة جميع أفراد الأسرة وذلك عبر 57 محل يمكنك ان تجد المناسب للرجال والسيدات والأطفال قالب:بالاضافة إلى وجود فرع من سبينس بداخله

## مرافق الطعام
في سيتى سكيب مول يبذل قصارى الجهد لتقديم الراحة والترف لضيوف المول وتلبية كل احتياجاته وذلك من خلال 20 من أشهر المطاعم والمقاهي حيث يمكنك التمتع بأفضل وأرقى المطاعم الموجودة في المستوى الأول والثاني.

## الترفيه
يعتبر سيتي سكيب مول عاصمة للترفيه في مدينة السادس من أكتوبر حيث يقدم مجموعة متنوعة من وسائل الترفيه تحت سقف واحد من ألعاب فيديو وألعاب إلكترونية للأطفال بالإضافة إلى 4 دور للسينما مع قدرة 550 مقعد لمشاهدة نجوم السينما المفضلة لديك والاستمتاع بتجربة جميلة.

## إجراءات الطوارئ والسلامة
حيث جهز سيتى سكيب مول بالاحتياطات اللازمة من أجل سلامة الضيوف والمحلات والسيارات ووجود مخارج للحالات الطارئة

## وصلات خارجية
- الرسمي للمول